# Pyrgauchenia fulmeki
Pyrgauchenia fulmeki är en insektsart som beskrevs av Schmidt 1926. Pyrgauchenia fulmeki ingår i släktet Pyrgauchenia och familjen hornstritar. Inga underarter finns listade i Catalogue of Life.